# غناء صنعاني
الغناء الصنعاني، نسبة إلى مدينة صنعاء اليمنية، وهو نوع من الغناء الذي يمتلك عدة مميزات تقنية وجمالية وإيقاعية، إضافة إلى تميز كلماته وشعره، بما جعله متفرداً عن الألوان الغنائية اليمنية الأخرى. وقد عدته منظمة اليونسكو من روائع التراث الثقافي اللامادي الإنساني بهدف المحافظة عليه وصيانته.

## آلاته
يرتكز الغناء الصنعاني على آلتين هما العود والصحن:
- العود الصنعاني: يتكون من أربعة أوتار وبطن وذراع مغطى بجلد الماعز ومرصع بالنحاس، وفي أعلى ذراع العود توجد مرآة اختلفت التفسيرات حولها، بعضهم يقول إن المرآة وجدت لكي يطمئن الفنان على هندامه قبل بداية الغناء.

وقد انتشرت آلة العود اليمني في كل المحيط الهندي وجنوب شرق آسيا وجزر القمر،
- الصحن: آلة إيقاعية من الحديد أو النحاس، إلا أنه قديماً كان يستخدم صحن النحاس فقط للعزف، ويسمى صحن المميا.

ويكون الصحن اليمني على الأكف ويعزف عليه بطرف الأنامل بشكل عمودي من الأسفل إلى الأعلى.
ويختلف عزف الرجال عن عزف النساء، اللاتي يعزفن عليه بخفة بخاصة في المناسبات والأعراس.

## الأغاني الصنعانية
يطلق على الشعر الصنعاني تسمية الشعر "الحميني"، وهو لا يلتزم بالفصحى وقواعدها. واقترح مصطفى صادق الرافعي تسميته بالموشح الملحون لمزجه بين الشعر والموشح. وعادة ما تدور قصائد الشعر الحميني حول الحب والغزل 
- من الأغاني الصنعانية:[3]

يا حي يا قيوم
يا عالم بما تخفي الصدور
يا رازق المحروم
يا من بحر جوده لا يغور
أسألك يا رحمن
بالنور الذي لا ينطفي
أن تذهب الأحزان
والأمحان باللطف الحفي
تبدلـوا عـنـا
وقالوا عندنا منهم بديل
والله مـا حـلنا
ولا ملنا عن العهد الأصيل
ما بعـدهم عنـا
يغيرنا ولو طال الطويل
عقد الهوى مبروم
أكيد لا ينقضه مر الدهور
لبست في شهرين
من يوم الفراق ثوب النحول
وسال دمع العين
وطار الشوق بالقلب العقول
صلوا على المعصوم
شفيع المذنبين يوم النشور
والكاسر الأنصاب
والداعي إلى دار الخلود

## إشارات مرجعية
1. 1 2  العود الصنعاني أربعة أوتار وذراع بجلد الماعز ومرآة يعدل فيها الفنان هندامه نسخة محفوظة 25 أبريل 2011 على موقع واي باك مشين.
2. ↑  القائمة التمثيلية للتراث الثقافي غير المادي للبشرية  نسخة محفوظة 24 سبتمبر 2015 على موقع واي باك مشين.
3. 1 2  الغناء الصنعاني نسخة محفوظة 02 مايو 2018 على موقع واي باك مشين.